# Go A
Go_A (čita se kao Gou Ej) je ukrajinski elektro-folk bend, osnovan 2012. godine. Kombinuju elektro muziku sa tradicionalnom ukrajinskom folk muzikom.

## Istorijat
Bend čine četiri člana: Katerina Pavlenko, Ihor Didenčuk, Taras Ševčenko i Ivan Hrihoriak. Ideja o formiranju benda koji će kombinovati modernu elektronsku muziku s etno motivima došla je Tarasu Ševčenku 2011. godine, ali prvi pokušaji rada sa muzičarima bili su 2012. Krajem te godine, u decembru, izašla je prva pesma Koliada. Ime benda znači „povratak korenima", a nastalo je kombinovanjem engleske reči „Go" ("ići") sa grčkim slovom „Alfa", što simbolizuje početak svega.
Prvi veliki uspeh benda je bila pobeda na The Best Track festivalu u Ukrajini 2015. godine sa pesmom Vesnjanka. Pesma je šest nedelja bila na prvom mestu top liste ukrajinskog radija Kiss FM. U jesen 2016. godine bend je izdao svoj debitanski album Idi na zvuk, koji se sastoji od deset njihovih pesama. Početkom 2017. izdali su božićni singl Shchedrii vechir u saradnji sa Katjom Čili.

## Pesma Evrovizije
20 januara 2020. su odabrani kao učesnici Vidbira 2020. sa pesmom Solovey. Nakon prolaska u finale, glasovima žirija i publike su odabrani za predstavnike Ukrajine na Pesmi Evrovizije 2020. u Roterdamu. 18. marta 2020. Evropska radiodifuzna unija je objavila da se Pesma Evrovizije otkazuje zbog pandemije virusa korona. Istog dana ukrajinska nacionlna televizija ih je proglasila za svoje predstavnike na Pesmi Evrovizije 2021. 4. februara 2021. objavljeno je da će pesma koju će Go_A izvoditi u Roterdamu biti Shum. Osvojili su 5. mesto, završili su 2. u glasanju publike i 9. u glasanju žirija.

### Albumi
| Album         | Detalji                                                                              | Najviše pozicije na lestvicama |
| Album         | Detalji                                                                              | LTU                            |
| ------------- | ------------------------------------------------------------------------------------ | ------------------------------ |
| „Idi na zvuk” | - Objavljen: 1. novembra 2016. - Format: Digitalni - Produkcijska kuća: Moon Records | 56                             |

### Singlovi
| Pesma                           | Godina | Najviše pozicije na lestvicama | Najviše pozicije na lestvicama | Najviše pozicije na lestvicama | Najviše pozicije na lestvicama | Najviše pozicije na lestvicama | Najviše pozicije na lestvicama | Najviše pozicije na lestvicama | Najviše pozicije na lestvicama | Najviše pozicije na lestvicama | Album            |
| Pesma                           | Godina | UKR Air                        | FLA (BEL)                      | GER                            | IRE                            | LTU                            | NLD                            | SWE                            | SWI                            | GBR                            | Album            |
| ------------------------------- | ------ | ------------------------------ | ------------------------------ | ------------------------------ | ------------------------------ | ------------------------------ | ------------------------------ | ------------------------------ | ------------------------------ | ------------------------------ | ---------------- |
| „Koljada”                       | 2012.  | —                              | —                              | —                              | —                              | —                              | —                              | —                              | —                              | —                              | Nealbumski singl |
| „Vesnjanka"                     | 2015.  | —                              | —                              | —                              | —                              | —                              | —                              | —                              | —                              | —                              | „Idi na zvuk”    |
| „Šćedrij večir" (sa Katja Čili) | 2017.  | —                              | —                              | —                              | —                              | —                              | —                              | —                              | —                              | —                              | Nealbumski singl |
| „Rano ranenjko"                 | 2019.  | —                              | —                              | —                              | —                              | —                              | —                              | —                              | —                              | —                              | Nealbumski singl |
| „Solovej"                       | 2020.  | 16                             | —                              | —                              | —                              | —                              | —                              | —                              | —                              | —                              | Nealbumski singl |
| „Dobirm ljudam na zdorovja"     | 2020.  | —                              | —                              | —                              | —                              | —                              | —                              | —                              | —                              | —                              | Nealbumski singl |
| „Šum"                           | 2021.  | 17                             | 29                             | 66                             | 37                             | 3                              | 19                             | 27                             | 36                             | 59                             | Očekuje se album |
| „Kalyna"                        | 2022.  | —                              | —                              | —                              | —                              | —                              | —                              | —                              | —                              | —                              | Nealbumski singl |
| „Rusalochk"                     |        |                                |                                |                                |                                |                                |                                |                                |                                |                                |                  |
| „Vorozhyla"                     |        |                                |                                |                                |                                |                                |                                |                                |                                |                                |                  |
| „Dumala"                        |        |                                |                                |                                |                                |                                |                                |                                |                                |                                |                  |
| „Krip"                          |        |                                |                                |                                |                                |                                |                                |                                |                                |                                |                  |